# Juego de las Estrellas de la Liga Nacional de Básquet 2017
El Juego de las Estrellas de la Liga Nacional de Básquet del 2017 fue la vigésima novena (XXIX) edición del evento de carácter amistoso y regular organizado por la Asociación de Jugadores. Tuvo lugar en el Polideportivo Roberto Pando del club San Lorenzo de Almagro, en la ciudad de Buenos Aires, una vez finalizada la Liga Nacional. Se disputó íntegramente en un solo día, como la edición pasada, acotando así el mismo al partido entre el equipo azul y el equipo blanco, en lugar del encuentro entre nacionales y extranjeros, el torneo de triples, el de volcadas y la carrera de habilidades.

## Juego de las estrellas
Para esta edición los equipos fueron «Equipo Azul» y «Equipo Blanco» en lugar de los equipos de nacionales y extranjeros puesto que el juego se disputó con la liga ya terminada y muchos jugadores internacionales volvieron a sus respectivos países. Además de los jugadores elegidos por el voto de la gente, el evento contó con la presencia de Facundo Campazzo, Nicolás Laprovittola, Patricio Garino y Marcos Delía, jugadores argentinos que se destacan en el extranjero. Además, el evento contará con el entrenador del seleccionado argentino Sergio Hernández. El partido tuvo una duración por cuarto de 8 minutos.

### Partido
| Blancos              | Blancos                                 | Blancos                                 | Blancos                                 |
| Jugador              | Jugador                                 | Jugador                                 | Pts                                     |
| -------------------- | --------------------------------------- | --------------------------------------- | --------------------------------------- |
| 3                    | Facundo Campazzo                        | Base                                    | 7                                       |
| 7                    | Franco Balbi                            | Base                                    | 3                                       |
| 11                   | José Vildoza                            | Escolta                                 | 7                                       |
| 13                   | Paolo Quinteros                         | Escolta                                 | —                                       |
| 2                    | Máximo Fjellerup                        | Escolta                                 | 16                                      |
| 29                   | Patricio Garino                         | Alero                                   | 16                                      |
| 32                   | Adrián Boccia                           | Alero                                   | 9                                       |
| 12                   | Lucas Gargallo                          | Alero                                   | 6                                       |
| 14                   | Gabriel Deck                            | Ala-Pívot                               | 2                                       |
| 1                    | Nicolás Romano                          | Ala-Pívot                               | 5                                       |
| 44                   | Fernando Martina                        | Pívot                                   | 12                                      |
| 8                    | Ignacio Alessio                         | Pívot                                   | 10                                      |
| Entrenador Asistente | Sergio Santos Hernández Gabriel Piccato | Sergio Santos Hernández Gabriel Piccato | Sergio Santos Hernández Gabriel Piccato |

| Azules               | Azules                                   | Azules                                   | Azules                                   |
| Jugador              | Jugador                                  | Jugador                                  | Pts                                      |
| -------------------- | ---------------------------------------- | ---------------------------------------- | ---------------------------------------- |
| 7                    | Nicolás Laprovittola                     | Base                                     | 12                                       |
| 3                    | Luca Vildoza                             | Base                                     | 2                                        |
| 9                    | Juan Pablo Cantero                       | Base                                     | 2                                        |
| 22                   | Nicolás Aguirre                          | Base                                     | 2                                        |
| 15                   | Selem Safar                              | Escolta                                  | 6                                        |
| 12                   | Lucio Redivo                             | Escolta                                  | 13                                       |
| 5                    | Eric Flor                                | Escolta                                  | 10                                       |
| 6                    | Marcos Mata                              | Alero                                    | 10                                       |
| 14                   | Hernán Jasen                             | Alero                                    | 0                                        |
| 4                    | Diego Lo Grippo                          | Ala-Pívot                                | 8                                        |
| 35                   | Roberto Acuña                            | Pívot                                    | 6                                        |
| 16                   | Marcos Delía                             | Pívot                                    | 12                                       |
| Entrenador Asistente | Gonzalo Eugenio García Hernán Laginestra | Gonzalo Eugenio García Hernán Laginestra | Gonzalo Eugenio García Hernán Laginestra |

1. ↑  No jugó por estar lesionado.

| 23 de julio | Equipo Blanco                         | 92–83 | Equipo Azul | Buenos Aires |
|             | Parciales: 26-23, 22-17, 14-22, 30-21 |       |             | |
|             |                                       |       |             | Pabellón: Polideportivo Roberto Pando Árbitros: * Fernando Sampietro * Pablo Estévez * Alejandro Chiti Televisión: TyC Sports |

## Torneo de volcadas
Participaron cuatro jugadores en actividad, Carlos Buemo de Echagüe de Paraná, Roberto Acuña de Peñarol de Mar del Plata, Eric Flor de Quilmes de Mar del Plata y Francisco Messa de Somisa de San Nicolás. Fue auspiciado por TyC Sports. El campeón de esta edición fue Carlos Buemo, que superó a Eric Flor en la final.

## Torneo de triples
Se jugó en cuatro parejas compuestas por un jugador en actividad y un jugador retirado. Fue auspiciado por el Banco Nación.
- Pareja 1: Héctor Campana (retirado) y Juan Pablo Cantero.
- Pareja 2: Leandro Masieri (retirado) y Marcos Mata, de San Lorenzo de Buenos Aires.
- Pareja 3: Eduardo Dominé (retirado) y Lucio Redivo, de Bahía Basket.
- Pareja 4: Leonardo Gutiérrez (retirado) y Selem Safar, de San Lorenzo de Buenos Aires.

La pareja ganadora fue la de Eduardo Dominé y Lucio Redivo, que superaron en la final a la pareja de Marcos Mata y Leandro Masieri.

## Carrera de habilidades
Participaron tres equipos compuestos por un jugador en actividad, un jugador retirado y una jugadora femenina. Fue auspiciado por TSP.
- Equipo Rojo: Facundo Campazzo, Raúl Merlo (retirado) y Natacha Pérez.
- Equipo Amarillo: Nicolás Laprovittola, Lucas Victoriano (retirado) y Macarena Durso.
- Equipo Blanco: Franco Balbi, Gabriel Díaz (retirado) y Melisa Gretter.

El equipo ganador fue el de Facundo Campazzo, Raúl Merlo y Natacha Pérez.